# Mélnytsia-Podilska
Mélnytsia-Podilska (ucraniano: Ме́льниця-Поді́льська; polaco: Mielnica Podolska; yidis: מילניצע Melnitse) es un asentamiento de tipo urbano de Ucrania, perteneciente al raión de Chortkiv en la óblast de Ternópil.
En 2017, el asentamiento tenía una población de 3720 habitantes. Desde 2015 es sede de un municipio que incluye 21 pueblos como pedanías y tiene una población total de casi diecisiete mil habitantes.
Se ubica sobre la carretera T2002, a medio camino entre Borshchiv y Jotín. Forma parte del entorno del parque natural nacional del Cañón del Dniéster y junto al asentamiento fluye el río Dniéster, que marca el límite con la vecina óblast de Chernivtsí. Al otro lado del río se ubica en un meandro el pueblo de Perebýkivtsi, con el cual no existe puente.

## Historia
Se conoce la existencia del castillo de Mélnytsia desde el siglo XI y existe documentación sobre las distintas familias nobles propietarias que tuvo a lo largo de los siglos, pero se desconoce cuándo el castillo pasó a ser un pueblo. En 1767, Estanislao II Poniatowski otorgó a la localidad el Derecho de Magdeburgo con 24 ferias anuales. Tras integrarse en el Imperio Habsburgo en la partición de 1772, su estatus se rebajó con el tiempo de ciudad a miasteczko.
La Segunda República Polaca le devolvió el estatus de ciudad en 1934. En 1940, la RSS de Ucrania la declaró capital distrital. En 1942, los invasores alemanes llevaron a cabo un gran ataque para asesinar a los judíos que vivían aquí, lo que dejó la localidad gravemente destruida. Tras la guerra, perdió su estatus de capital distrital en 1962, y desde 1960 ha sido clasificada como asentamiento de tipo urbano. Hasta 2020 pertenecía al raión de Borshchiv.